# غورال أحمر
الغورال الأحمر (الاسم العلمي: Naemorhedus baileyi) من رتبة شفعيات الأصابع، هو نوع من الغورال مظهره بين الظبي والماعز. وجد في الهند والتبت وبورنيو.

## اقرأ كذلك
- قائمة مزدوجات الأصابع حسب العدد